# Dasytrogus tadzhikorum
Dasytrogus tadzhikorum är en skalbaggsart som beskrevs av Nikolajev 1975. Dasytrogus tadzhikorum ingår i släktet Dasytrogus och familjen Melolonthidae. Inga underarter finns listade i Catalogue of Life.